# کایزر پرمننته
کایزر پرمننته (انگلیسی: Kaiser Permanente) شرکت بهداشت و درمان آمریکایی است، که در زمینه مدیریت بر مراکز پزشکی و درمانی، بیمارستان‌ها و کلینیک‌ها فعالیت می‌نماید.
شرکت کایزر پرمننته در سال ۱۹۴۵ توسط هنری جی. کایزر و سیدنی گارفیلد تأسیس شد و در حال حاضر مالک شبکه‌ای از ۷۲۰ بیمارستان و ۳۹ مرکز درمانی در ایالات متحده می‌باشد.
دفتر مرکزی این شرکت در شهر اوکلند، کالیفرنیا قرار دارد و مالکیت آن در اختیار کنسرسیومی از چندین سازمان غیرانتفاعی می‌باشد.